# 勝川春常

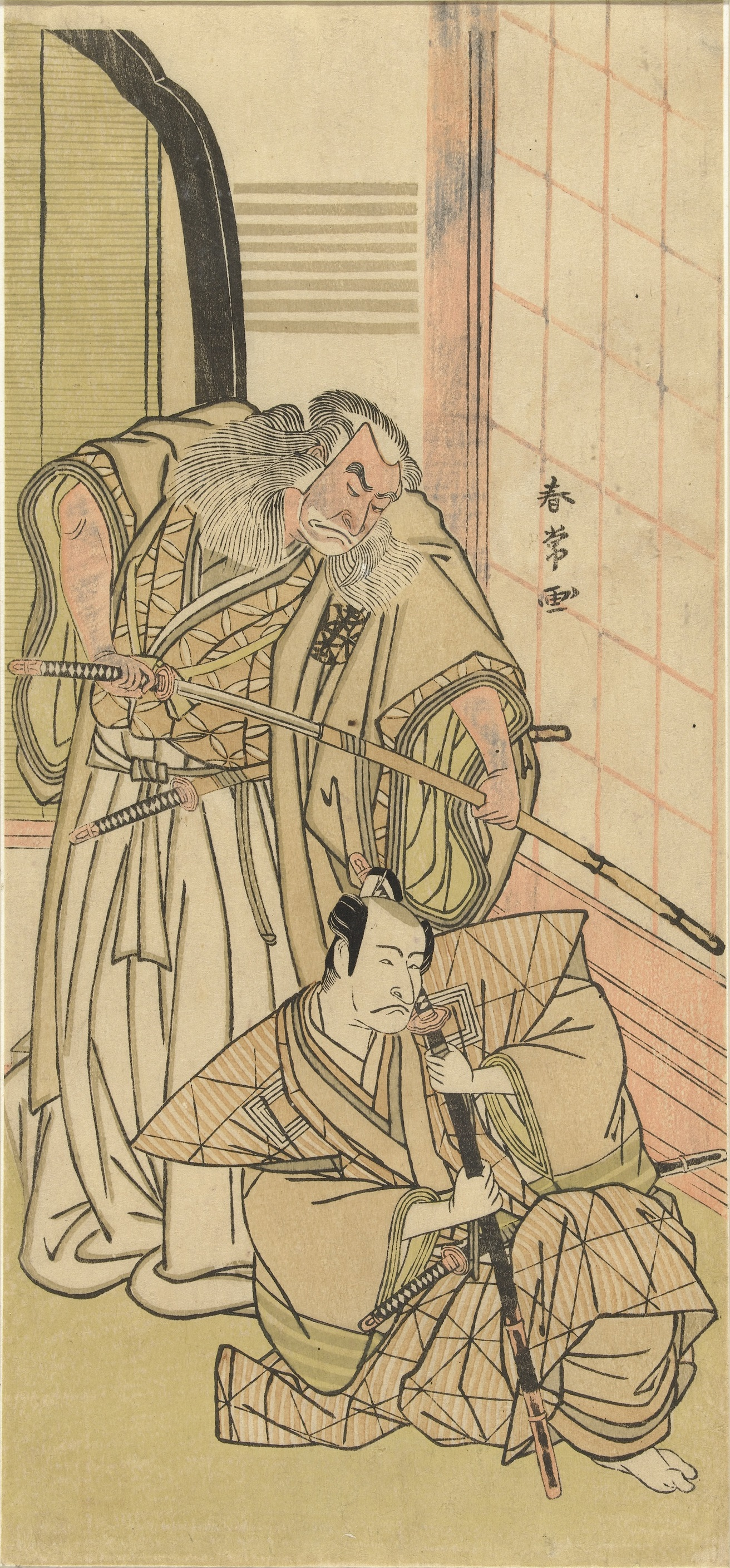

勝川 春常（かつかわ しゅんじょう、生年不明 - 天明7年7月1日〈1787年8月13日〉）とは、江戸時代中期の浮世絵師。

## 来歴
勝川春章の門人。本名：安田岩蔵。号は子龍斎。法号は釈宗因。安永 - 天明期に細判の錦絵、黄表紙の挿絵、番付の絵などを描いた。春章の門人のなかでは、なかなか優れた手腕の絵師であった。錦絵では細判二枚続「沢村宗十郎 中村歌右衛門」（平木浮世絵美術館 UKIYO-e TOKYO所蔵）、細判「岩井半四郎」、大判「市川門之助 沢村宗十郎」が知られている。また肉筆美人画も描いた。なかでも同門の勝川春潮と合作した双幅「遊君禿図・歌妓と仲居図」（ニューオータニ美術館所蔵）は著名である。春常は招かれた座敷へ急ぎ柳の葉が繁る夏の夜道を行く芸者と、三味線箱と提灯を手にした仲居を描いており、珍しく横顔の仲居の容貌が美しい。墓所は台東区西浅草の善照寺。

## 作品
- 「五代目市川団十郎の坂田金時」　錦絵　細判5枚続　日本浮世絵博物館所蔵
- 「三代目沢村宗十郎」　錦絵　扇面　細判　ベルリン国立図書館所蔵
- 「三代目瀬川菊之丞」　錦絵　扇面　細判　ベルリン国立図書館所蔵
- 「三代目瀬川菊之丞のおはんと四代目松本幸四郎の長右衛門」　錦絵　細判2枚続　ジェノヴァ東洋美術館所蔵　安永10年
- 「五代目市川団十郎の工藤祐経」　錦絵　細判　ベルリン国立東アジア美術館所蔵
- 「二代目中村助五郎」　錦絵　細判　ギメ東洋美術館所蔵
- 「遊君禿図・歌妓と仲居図」　双幅（春潮と合作）　絹本着色 ニューオータニ美術館所蔵